# Artisanat marocain

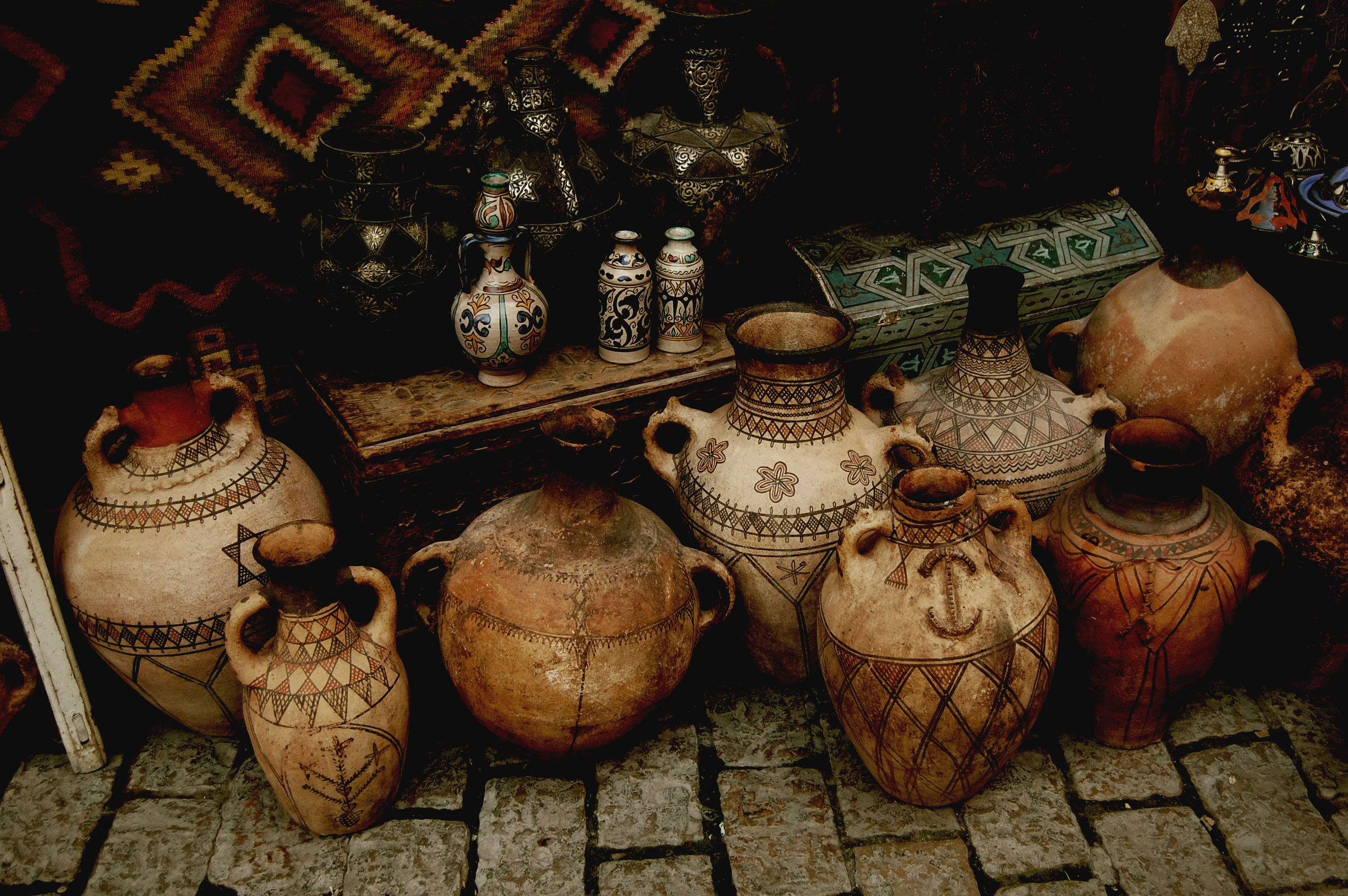
Poteries berbères dans la médina de Fès.

 (août 2025).
Si vous disposez d'ouvrages ou d'articles de référence ou si vous connaissez des sites web de qualité traitant du thème abordé ici, merci de compléter l'article en donnant les références utiles à sa vérifiabilité et en les liant à la section « Notes et références ».
 (août 2025).
La mise en forme du texte ne suit pas les recommandations de Wikipédia : il faut le « wikifier ».
Les points d'amélioration suivants sont les cas les plus fréquents. Le détail des points à revoir est peut-être précisé sur la page de discussion.
- Les titres sont pré-formatés par le logiciel. Ils ne sont ni en capitales, ni en gras.
- Le texte ne doit pas être écrit en capitales (les noms de famille non plus), ni en gras, ni en italique, ni en « petit »…
- Le gras n'est utilisé que pour surligner le titre de l'article dans l'introduction, une seule fois.
- L'italique est rarement utilisé : mots en langue étrangère, titres d'œuvres, noms de bateaux, etc.
- Les citations ne sont pas en italique mais en corps de texte normal. Elles sont entourées par des guillemets français : « et ».
- Les listes à puces sont à éviter, des paragraphes rédigés étant largement préférés. Les tableaux sont à réserver à la présentation de données structurées (résultats, etc.).
- Les appels de note de bas de page (petits chiffres en exposant, introduits par l'outil «  Source ») sont à placer entre la fin de phrase et le point final[comme ça].
- Les liens internes (vers d'autres articles de Wikipédia) sont à choisir avec parcimonie. Créez des liens vers des articles approfondissant le sujet. Les termes génériques sans rapport avec le sujet sont à éviter, ainsi que les répétitions de liens vers un même terme.
- Les liens externes sont à placer uniquement dans une section « Liens externes », à la fin de l'article. Ces liens sont à choisir avec parcimonie suivant les règles définies. Si un lien sert de source à l'article, son insertion dans le texte est à faire par les notes de bas de page.
- La présentation des références doit suivre les conventions bibliographiques. Il est recommandé d'utiliser les modèles {{Ouvrage}}, {{Chapitre}}, {{Article}}, {{Lien web}} et/ou {{Bibliographie}}. Le mode d'édition visuel peut mettre en forme automatiquement les références.
- Insérer une infobox (cadre d'informations à droite) n'est pas obligatoire pour parachever la mise en page.

Pour une aide détaillée, merci de consulter Aide:Wikification.
Si vous pensez que ces points ont été résolus, vous pouvez retirer ce bandeau et améliorer la mise en forme d'un autre article.
L'artisanat marocain fait référence aux différents produits issus du savoir-faire et de l'héritage culturel marocains. Plus de 660 000 artisans marocains ont été identifiés par le Ministère du Tourisme, de l'Artisanat et de l'Économie Sociale, dont près de 440 000 sont pré-immatriculés avec la Caisse Nationale de Sécurité Sociale,. Environ 300 000 artisans sont inscrits au Registre National de l’Artisanat,.
Les premiers habitants connus du Maroc, les Berbères, ont été les précurseurs dans le domaine de l'artisanat surtout dans le travail de la laine (tapis), le fer et l'argent (bijoux), les ustensiles divers et l'argile (poterie). Après l'islamisation et la venue des Arabes, d'autres formes d'artisanat se sont développées : travail du cuivre (ustensiles divers, tables), du bois, de l'osier, de l'alfa et de l'argile (poterie).
Cet artisanat couvre pratiquement tout le Maroc et chaque région possède ses propres spécialités, tirées des matières premières qui s'y trouvent en abondance. Mais les villes les plus connues pour leur artisanat sont Fès (cuir, cuivre, argent, or, tissus), Marrakech (cuir, cuivre, tapis), Essaouira (bois, tapis, argent) et Rabat-Salé (poterie). Les régions d'Agadir et du Tafilalet possèdent aussi un artisanat de valeur. Par ailleurs, c'est dans la seule  ville de Meknès que l'on peut rencontrer des artisans qui pratiquent la damasquinerie (art de la gravure sur acier qui permet de confectionner vases, bijoux...).

## Domaines
L'artisanat marocain est très diversifié, il fait appel à plusieurs matières premières telles la laine, le cuir, le bois, l'osier, l'alfa, l'argile, la pierre, le marbre, le cuivre, le fer, l'argent, l'or.

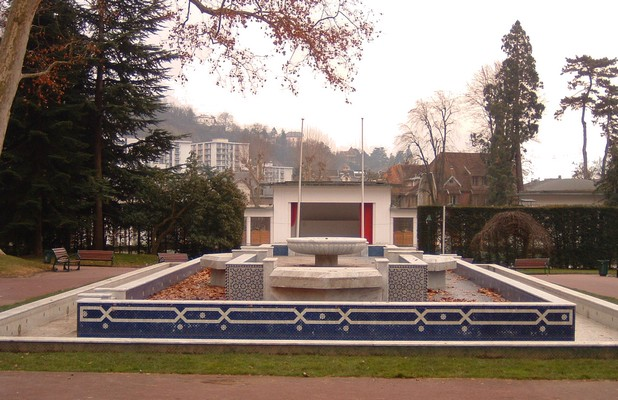
Fontaine hommage réalisée par des mâalems-artisans avec un bassin en zellige marocain, rappelant les négociations pour l'indépendance du Maroc, dans le parc de verdure d'Aix-les-Bains.

Une des grandes spécialités artisanales du Maroc est le travail de la céramique. Les artisans potiers, dont beaucoup produisent dans la région de Safi (ouest marocain), utilisent la technique de la "double cuisson" : l'argile est d'abord modelé puis cuit une première fois. Il est ensuite peint et le "biscuit" passe une seconde fois au four, ce qui donne un aspect verni aux couleurs. Le produit le plus connu et le plus vendu est le tajine. Si la plupart des tajines peints sont vendus aux Occidentaux et sont d'un usage purement décoratif, la quasi-totalité des familles marocaines possède et utilise quotidiennement un tajine "beldi", c'est-à-dire non décoré et à usage alimentaire.

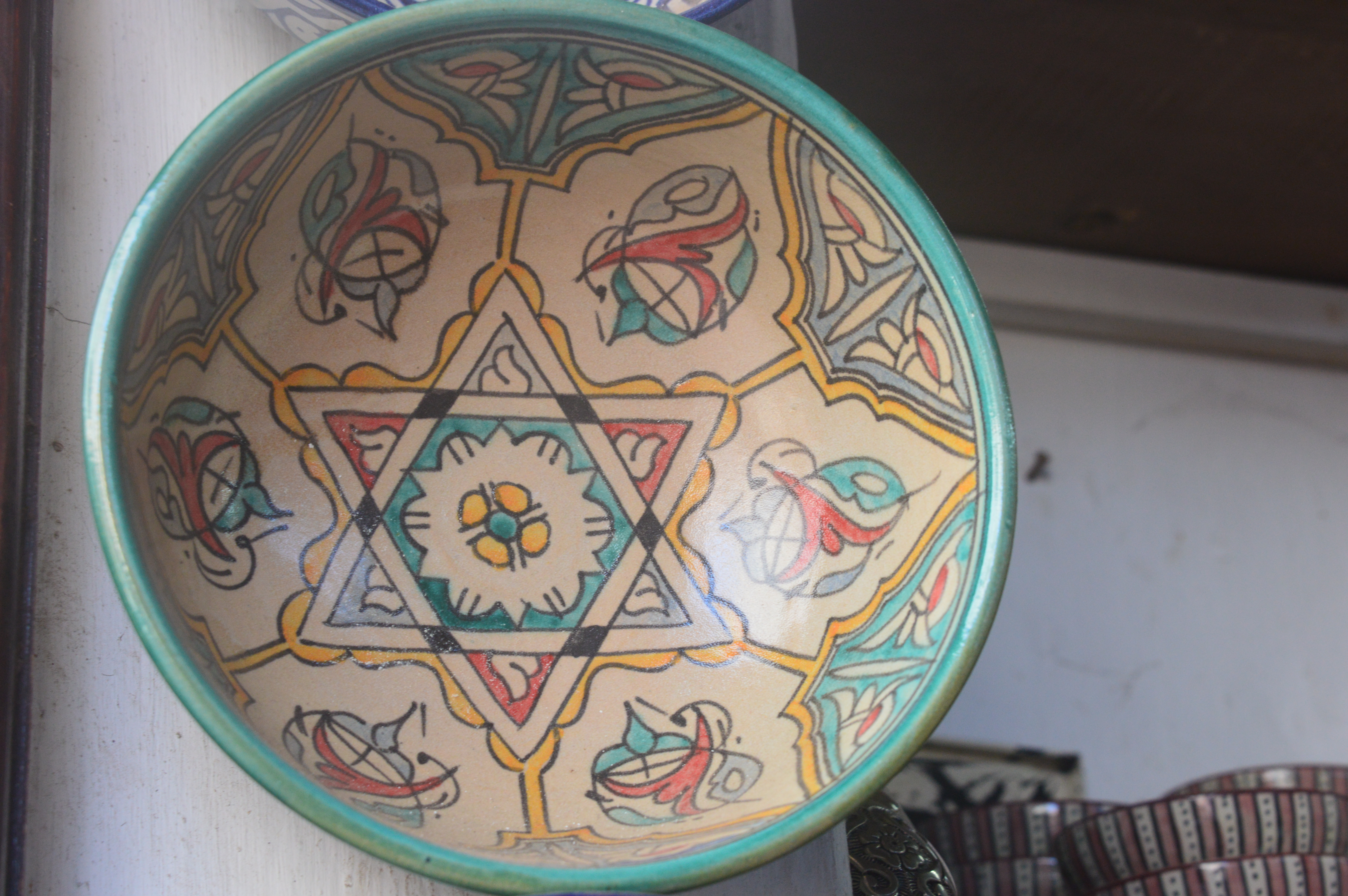
Récipient zalafa décoré de l'étoile à six branches.

Les potiers marocains produisent également cendriers, vases, plats, saladiers...
- Le travail de l'argile
- Le travail de l'or
- La poterie
- Le travail du bois
- L'art du tapis
- Le travail du cuir
- La production de l'argent
- Le travail du métal (cuivre, fer et argent surtout)
- Le travail de la terre
- Le travail du textile
- La vannerie
- La broderie
- Soin et beauté

## Sculpture sur plâtre
Mahmoud Bayrem Ettounsi dit en parlant du Maroc : « L’art de la sculpture sur plâtre, notamment sur les surfaces murales appelées communément “Naqsh Hadida”, est exécuté avec une grande maîtrise dans le Royaume du Maroc ». Cette industrie avait disparu en Tunisie, mais le ministre Khayr al-Din l’a ravivée grâce à un artisan marocain expérimenté, qui la transmis à des Tunisiens jusqu’à ce qu’ils en maîtrisent parfaitement les techniques.
Les produits artisanaux nationaux furent ensuite la principale contribution du Maroc à plusieurs expositions internationales en France, à commencer par la deuxième Exposition de Paris en 1285 H / 1867. Le pavillon marocain présentait toutes sortes d’objets rares propres au pays : selles dorées, ceintures ornées, étoffes raffinées, et bien d’autres choses, du plus précieux au plus simple, y compris les zelliges de Fès et les maîtres artisans qui les incrustaient sur place.
Ces produits exposés allient l’art à l’économie industrielle. Mohamed Bayram al-Tunisi dit : « Les Marocains ont une grande maîtrise du commerce, au point que le commerce intérieur du royaume – en dehors des ports maritimes – est entre les mains des autochtones. Ils envoient leurs hommes jusqu’aux confins des royaumes pour y exercer le négoce et maintenir les liens commerciaux avec leur patrie, si bien qu’il est rare de trouver une ville célèbre pour le commerce – en Europe, en Asie ou en Afrique – sans qu’un de leurs marchands n’y soit présent, jouissant de prospérité et de richesse. Ils possèdent un savoir-faire remarquable dans la gestion du commerce, rivalisant avec les Européens. »